# Wonderful Crazy Night
| Recensione      | Giudizio |
| --------------- | -------- |
| AllMusic        |          |
| The Guardian    |          |
| The Independent |          |
| Rolling Stone   |          |

Wonderful Crazy Night è il trentatréesimo album in studio del cantautore britannico Elton John, pubblicato il 5 febbraio 2016.

## Tracce
Testi e musiche di Elton John & Bernie Taupin.
1. Wonderful Crazy Night – 3:13
2. In the Name of You – 4:33
3. Claw Hammer – 4:22
4. Blue Wonderful – 3:37
5. I've Got 2 Wings – 4:35
6. A Good Heart – 4:50
7. Looking Up – 4:06
8. Guilty Pleasure – 3:38
9. Tambourine – 4:17
10. The Open Chord – 4:04

### Tracce bonus nell'edizione deluxe
1. Free and Easy – 3:55
2. England and America – 3:51

### Tracce bonus nell'edizione super deluxe
1. Free and Easy – 3:55
2. Children's Song – 3:49
3. No Monsters – 4:58
4. England and America – 3:51

## Classifiche
| Classifica (2016) | Posizione massima |
| ----------------- | ----------------- |
| Australia         | 11                |
| Austria           | 8                 |
| Belgio (Fiandre)  | 26                |
| Belgio (Vallonia) | 26                |
| Canada            | 18                |
| Danimarca         | 32                |
| Francia           | 35                |
| Germania          | 10                |
| Italia            | 15                |
| Norvegia          | 17                |
| Nuova Zelanda     | 11                |
| Paesi Bassi       | 43                |
| Regno Unito       | 6                 |
| Spagna            | 32                |
| Stati Uniti       | 8                 |
| Svezia            | 15                |
| Svizzera          | 7                 |